# Taylor James
Taylor James est un personnage de fiction de la série télévisée américaine Les Frères Scott et qui est interprété par Lindsey McKeon.

« Je comprends que tu veuilles vivre quelque chose de plus fort, Haley. C'est pour ça que j'arrête pas de courir. Mais, moi, j'ai jamais eu quelqu'un qui m'attendait à la maison. »

— Taylor James à sa sœur pour la dissuader de partir (saison 2 épisode 13)

## Histoire du personnage
Taylor James est née le 31 août 1983 à Tree Hill, en Caroline du Nord. Elle est la deuxième fille de Jimmy et Lydia James, la sœur cadette de Vivian James et la sœur ainée de Quinn James et Haley James.
Taylor a toujours été une fille rebelle et qui fonce tête baissée dans ce qu'elle fait sans penser aux conséquences. Elle est, également, une fille insouciante et irresponsable. Elle vit au jour le jour et déteste rester trop longtemps au même endroit. Taylor aime faire enrager ses sœurs en les provoquant, constamment, et ce depuis son adolescence.

### Saison 2
Dans la saison 2, on apprend que Taylor est la sœur ainée d'Haley. D’ailleurs, dès que Nathan voit Taylor, il la reconnait tout de suite, puisqu'elle a été sa première relation sexuelle. Alors, celle-ci fit des menaces à Nathan pour rester chez eux le temps qu'elle trouve un emploi. Elle va être également à l'origine de la dispute entre Nathan et Haley à propos de Chris Keller. Elle va même conseiller à sa sœur, Haley, de rester car même elle, rêverait d'avoir sa vie mais Haley décidera de partir quand même.
Alors, Haley va tout de même partir en tournée en abandonnant son mari Nathan, et Taylor partira en même temps. Nathan la retrouve, quelque temps plus tard, dans un bar en tant que barmaid de ce bar. Nathan et elle faillirent coucher ensemble une seconde fois mais Nathan et Taylor s'arrêtèrent à temps. Taylor va, ensuite, rassurer Nathan en lui disant de ne pas perdre espoir de voir Haley revenir un jour.

### Saison 7
Dans la saison 7, on revoit Taylor lors du concert de Haley, et celle-ci n'est pas venue toute seule, elle est accompagnée de son nouveau petit-ami qui n'est autre que David, l'ex-mari de sa sœur Quinn, ce qui va créer des tensions entre les trois sœurs. Quinn ira même jusqu'à énumérer toutes les crasses qu'elle leur a fait et elles commenceront à se battre. David décidera de rompre avec Taylor, à la suite de cette bagarre, par respect pour Quinn. Puis, une fois David partit, Taylor se fera héberger par Haley et Nathan quelques jours mais l'ambiance sera électrique. Et, quelques jours plus tard pour ne rien arranger, leur mère, Lydia James, leur fera une visite surprise qui s'achèvera par une nouvelle bien triste : Lydia est atteinte d'un cancer du pancréas et il ne lui reste que quelques mois à vivre. Taylor est furieuse et en colère que sa mère ne veuille pas se battre contre cette maladie et prend donc la fuite, comme à son habitude, en abandonnant sa mère et ses deux sœurs à leur triste sort. Elle reviendra auprès de ses sœurs et de sa mère pour dire un dernier au revoir à cette dernière avant que celle-ci ne décède. Après la mort de leur mère, Quinn, Haley et Taylor se réconcilieront et seront plus unies comme de vraies sœurs.

### Saison 8
Dans la saison 8, Taylor vient voir sa sœur cadette, Quinn, à l'hôpital, après que celle-ci se soit fait tirer dessus, mais ce fait est juste mentionné par Quinn et Haley.
Dans l'épisode 10 de la saison 8, sa sœur, Quinn, se sert d'elle comme excuse, en disant à Clay qu'elle part lui rendre visite.

## Apparence physique
Taylor est blonde aux cheveux lisses dans la saison 2 et est châtain aux cheveux lisses dans la saison 7.
On sait également qu'elle a un tatouage au-dessus de ses fesses, représentant un scorpion. 

## Travail
Taylor a été, tout comme ses sœurs, au lycée de Tree Hill. Elle en est sortie diplômée et est partie à l'université, juste après. Mais elle a été virée de son université car elle s'était fait surprendre en train de tricher à un examen et parce qu'elle couchait avec un de ses professeurs. Elle a, ensuite, trouvé un emploi en tant que barmaid.

## Anecdotes
- Taylor avait réussi à mettre le feu à sa chambre, quand elle était petite (saison 2 épisode 13)
- Au lycée, Taylor aimait, uniquement, piquer les petits copains de sa sœur Quinn. (saison 7 épisode 14)
- D'après sa mère, Lydia James, Taylor est celle qui lui ressemble le plus avant qu'elle ne devienne maman. (saison 7 épisode 18)